# Liste der Bodendenkmale in Nahrendorf
In der Liste der Bodendenkmale in Nahrendorf sind alle Bodendenkmale der niedersächsischen Gemeinde Nahrendorf aufgelistet. Die Quelle ist der Denkmalatlas Niedersachsen. Der Stand der Liste ist der 12. Juli 2024.

## Allgemein
In den Spalten finden sich folgende Informationen des Bodendenkmales :
- Lage        : geographische Koordinaten
- Bezeichnung : Bezeichnung lt. Denkmalatlas
- Beschreibung: Beschreibung lt. Denkmalatlas
- ID          : Objekt-ID
- Bild        : Bild, ggf. zusätzlich mit Link zu weiteren Fotos im Medienarchiv Wikimedia Commons.

## Kovahl
| Lage                         | Bezeichnung           | Beschreibung | ID       | Bild |
| ---------------------------- | --------------------- | --- | -------- | ---- |
| 53° 11′ 23″ N, 10° 51′ 11″ O | Kovahl 3, Grabhügel   | Fast rund, Durchmesser 22,6 m und Höhe 1,2 m. Kuppe abgeflacht, Rand nach Westen auslaufend und ansonsten abgesetzt. | 28934527 | BW   |
| 53° 11′ 33″ N, 10° 50′ 25″ O | Kovahl 12, Grabhügel  | | 28934536 | BW   |
| 53° 11′ 33″ N, 10° 50′ 25″ O | Kovahl 13, Stauanlage | | 28934537 | BW   |
| 53° 11′ 33″ N, 10° 50′ 25″ O | Kovahl 13, Stauanlage | | 35802985 | BW   |

### Kovahl 4
ID:28934528
Auf einem flachen Nordhang liegt eine Gruppe von vier Grabhügeln. Davon ist einer oval (FStNr. 7), die übrigen rund (FStNr. 4-6). Außerdem liegt nördlich der Gruppe ein Hügel (FStNr. 8), dessen Denkmalcharakter aufgrund seiner Lage am unteren N-Hang äußerst fraglich erscheint. Die Hügel sind fast völlig unbeschädigt. Die Dm. der sicheren Grabhügel liegen zwischen 8 und 11 m und sie sind zwischen 0,8 und 0,9 m hoch.

| Lage                         | Bezeichnung | Beschreibung | ID       | Bild |
| ---------------------------- | ----------- | --- | -------- | ---- |
| 53° 10′ 18″ N, 10° 51′ 24″ O | Kovahl 4    | Rund, Durchmesser 11 m und Höhe 0,9 m. Kuppe nach Süden leicht abgeschrägt und Rand auslaufend.                                                             | 28934529 | BW   |
| 53° 10′ 20″ N, 10° 51′ 23″ O | Kovahl 5    | Rund, Durchmesser 8 m und Höhe 0,85 m. Ost-West verlaufende Pflanzfurchen.                                                                                  | 28934530 | BW   |
| 53° 10′ 21″ N, 10° 51′ 22″ O | Kovahl 6    | Rund, Durchmesser 10 m und Höhe 0,8 m. Auf dem Hügel Ost-West verlaufende Pflanzfurchen und einige faustgroße Granitsteine.                                 | 28934531 | BW   |
| 53° 10′ 22″ N, 10° 51′ 23″ O | Kovahl 7    | Oval Ost-West orientiert, Länge 10 m, Breite 8 m und Höhe 0,8 m. Von Ost-West verlaufen Pflanzfurchen. Am Südwestrand Vertiefung (Länge. 3 m; Breite. 2 m). | 28932205 | BW   |

### Kovahl 21
ID:28934488
Auf einer Kuppe und dem anschließenden O-Hang liegt ein Gräberfeld mit 23 runden oder annähernd runden und einem ovalen Hügel. Die runden Hügel haben 4,5-9,5 m Dm. und 0,2-1,3 m H. Der ovale (FStNr. 21) ist NNO-SSW orientiert und hat 12 m L., 5 m Br. und 0,4 m H. Die Hügel sind bis auf einige Fahrspuren ungestört.

| Lage                         | Bezeichnung | Beschreibung | ID       | Bild |
| ---------------------------- | ----------- | --- | -------- | ---- |
| 53° 10′ 19″ N, 10° 53′ 39″ O | Kovahl 21   | Oval, Nordnordost-Südsüdwest orientiert, Länge 12 m, Breite 5 m und Höhe 0,4 m. Im Nordwestrand flache Eintiefung und am Südrand Fahrspur. | 28935726 | BW   |
| 53° 10′ 19″ N, 10° 53′ 38″ O | Kovahl 22   | Fast rund, Durchmesser 7 m und Höhe 0,6 m. Rand auslaufend. Am Südrand flache Fahrspur.                                                    | 28935728 | BW   |
| 53° 10′ 19″ N, 10° 53′ 38″ O | Kovahl 23   | Rund, Durchmesser 7,5 m und Höhe 0,6 m. Rand auslaufend.                                                                                   | 28935730 | BW   |
| 53° 10′ 19″ N, 10° 53′ 37″ O | Kovahl 24   | Fast rund, Durchmesser 8 m und Höhe 0,6 m. Rand schwach abgesetzt.                                                                         | 28935732 | BW   |
| 53° 10′ 20″ N, 10° 53′ 38″ O | Kovahl 25   | Fast rund, Durchmesser 7 m und Höhe 0,7 m. Rand auslaufend. Am Nordrand flache Fahrspur.                                                   | 28935736 | BW   |
| 53° 10′ 20″ N, 10° 53′ 37″ O | Kovahl 26   | Fast rund, Durchmesser 7,5 m und Höhe 0,9 m. Rand auslaufend. Am Nordrand eine Fahrspur.                                                   | 28935738 | BW   |
| 53° 10′ 20″ N, 10° 53′ 37″ O | Kovahl 27   | Fast rund, Durchmesser 8 m und Höhe 0,9 m. Rand schwach abgesetzt. Am Südrand flache Fahrspur.                                             | 28935740 | BW   |
| 53° 10′ 20″ N, 10° 53′ 37″ O | Kovahl 28   | | 28935742 | BW   |
| 53° 10′ 19″ N, 10° 53′ 37″ O | Kovahl 29   | Fast rund, Durchmesser 7,5 m und Höhe 0,9 m. Rand auslaufend. Am Nordrand eine Fahrspur.                                                   | 28935744 | BW   |
| 53° 10′ 19″ N, 10° 53′ 37″ O | Kovahl 30   | Fast rund, Durchmesser 8,5 m und Höhe 0,6 m. Rand auslaufend. Am Südrand und auf dem Hügel je eine flache Fahrspur.                        | 28935746 | BW   |
| 53° 10′ 20″ N, 10° 53′ 37″ O | Kovahl 31   | | 28935748 | BW   |
| 53° 10′ 19″ N, 10° 53′ 36″ O | Kovahl 32   | Fast rund, Durchmesser 6 m und Höhe ca. 0,2 m. Rand auslaufend. Auf dem Hügel flache Fahrspur.                                             | 28935750 | BW   |
| 53° 10′ 20″ N, 10° 53′ 36″ O | Kovahl 33   | | 28935752 | BW   |
| 53° 10′ 19″ N, 10° 53′ 36″ O | Kovahl 34   | Fast rund, Durchmesser 6 m und Höhe ca. 0,2 m. Rand auslaufend.                                                                            | 28935754 | BW   |
| 53° 10′ 19″ N, 10° 53′ 36″ O | Kovahl 34   | Fast rund, Durchmesser 6 m und Höhe ca. 0,2 m. Rand auslaufend.                                                                            | 28935754 | BW   |
| 53° 10′ 19″ N, 10° 53′ 35″ O | Kovahl 35   | Rund, Durchmesser 7,5 m und Höhe 0,6 m. Kuppe abgeflacht, Rand auslaufend. Am Nordrand flache Eintiefung.                                  | 28933842 | BW   |
| 53° 10′ 20″ N, 10° 53′ 35″ O | Kovahl 36   | | 28933844 | BW   |
| 53° 10′ 20″ N, 10° 53′ 35″ O | Kovahl 37   | Fast rund, Durchmesser 6 m und Höhe 0,2 m. Rand auslaufend.                                                                                | 28933846 | BW   |
| 53° 10′ 20″ N, 10° 53′ 35″ O | Kovahl 38   | Fast rund, Durchmesser 5 m und Höhe ca. 0,2 m. Kuppe abgeflacht, Rand auslaufend. Am Nordwestrand flache Eintiefung.                       | 28933848 | BW   |
| 53° 10′ 20″ N, 10° 53′ 34″ O | Kovahl 39   | Fast rund, Durchmesser 10 Meter und Höhe 1,2 Meter. Rand schwach abgesetzt. Am Nordostrand flache Eintiefung.                              | 28933850 | BW   |
| 53° 10′ 20″ N, 10° 53′ 34″ O | Kovahl 40   | Fast rund, Durchmesser 4,5 m und Höhe 0,25 m. Rand auslaufend.                                                                             | 28933852 | BW   |
| 53° 10′ 19″ N, 10° 53′ 34″ O | Kovahl 41   | Fast rund, Durchmesser 6 m und Höhe 0,5 m. Kuppe abgeflacht und Rand auslaufend.                                                           | 28933854 | BW   |
| 53° 10′ 19″ N, 10° 53′ 35″ O | Kovahl 42   | Fast rund, Durchmesser 9,5 m und Höhe 1,1 m. Rand auslaufend. Am Nordost- und Nordwestrand je eine kleine flache Eintiefung.               | 28933856 | BW   |
| 53° 10′ 19″ N, 10° 53′ 34″ O | Kovahl 43   | Rund, Durchmesser 7,5 m und Höhe 0,6 m. Rand auslaufend.                                                                                   | 28933858 | BW   |
| 53° 10′ 19″ N, 10° 53′ 39″ O | Kovahl 44   | Fast rund, Durchmesser 9 m und Höhe 0,6 m. Rand auslaufend. Am Westrand kleine Eintiefung.                                                 | 28933860 | BW   |

## Mücklingen
| Lage                        | Bezeichnung                     | Beschreibung | ID       | Bild |
| --------------------------- | ------------------------------- | --- | -------- | ---- |
| 53° 9′ 54″ N, 10° 46′ 32″ O | Mücklingen 32, Grabhügel        | Fast rund, Durchmesser 10 m und Höhe 1,2 m. Rand nach Süden auslaufend und sonst schwach abgesetzt. Im Norden durch Abgrabung verstellt. Oberfläche unregelmäßig. Im Südwestbereich Einkuhlungen und frische rechteckige Eingrabung. | 28934138 | BW   |
| 53° 9′ 38″ N, 10° 46′ 48″ O | Mücklingen 33, Großsteingrab    | Ovaler Erdhügel. NNW-SSO orientiert. L. 27 m; Br. 14 m, H. ca. 1 m. Oberfläche zerwühlt, acht Granitsteine erkennbar. | 28934139 | BW   |
| 53° 9′ 32″ N, 10° 46′ 17″ O | Mücklingen 34, Umwallung/Gehege | Flacher Rundwall mit außen vorgelagertem umlaufendem Sohlgraben. Gesamt-Dm. 18 m; Dm. der Innenfläche 11 m; Wall-Br. 2 m; Graben-Br. 1,5 m (Br. d. Grabensohle 0,5 m); Wall-H. und Graben-T. je 0,5 m. Im Wallkörper befinden sich flache Einsenkungen. Die Funktion der Anlage ist nicht endgültig geklärt (Viehgehege ? Bienenzaun ? Unterschlupf in Notzeiten o. ä. ?); eine Zusammenstellung und Untersuchung derartiger Anlagen ist dringend erforderlich. | 28932332 | BW   |
| 53° 9′ 5″ N, 10° 47′ 34″ O  | Mücklingen 35, Grabhügel        | Fast rund, Durchmesser 17 m und Höhe 1,1 m. Kuppe flach eingesenkt, Rand abgesetzt, Oberfläche unregelmäßig und Tierbaue. Über den Hügel Ost-West verlaufende Schneise. | 28934140 | BW   |

### Mücklingen 8
ID:28934015
Gruppe von 19 Erhöhungen, von denen neun (FStNr. 11–14, 18–20. 24 und 25) als Grabhügel angesprochen werden können. Der Denkmalcharakter der übrigen Objekte ist unsicher, bei FStNr. 26 handelt es sich vermutlich um eine Düne. Von den Grabhügeln ist FStNr. 11 oval, die übrigen sind annähernd rund. Die Hügel haben Dm. von 7–10 m und H. von 0,2–0,7 m. Völlig aus diesem Rahmen fällt FStNr. 20 mit 24 m Dm. und 2,5 m H.

| Lage                        | Bezeichnung   | Beschreibung | ID       | Bild |
| --------------------------- | ------------- | --- | -------- | ---- |
| 53° 10′ 1″ N, 10° 47′ 2″ O  | Mücklingen 11 | Oval, Ost-West orientiert, Länge 9 m, Breite 6 m und Höhe 0,4 m. Rand auslaufend. | 28934019 | BW   |
| 53° 10′ 2″ N, 10° 47′ 3″ O  | Mücklingen 12 | Rund, Durchmesser 8,5 m und Höhe bis zu 0,4 m. Rand auslaufend und dort tiefe, annähernd Ost-West verlaufende Holzrückspur mit starkem Baumstumpf.                                                     | 28934020 | BW   |
| 53° 10′ 1″ N, 10° 47′ 3″ O  | Mücklingen 13 | Fast rund, Durchmesser 7 m und Höhe 0,3 m. Rand auslaufend. | 28934021 | BW   |
| 53° 10′ 1″ N, 10° 47′ 3″ O  | Mücklingen 14 | Fast rund, Durchmesser 7,5 m und Höhe 0,7 m. Rand auslaufend und dort flache Nordwest-Südost verlaufende Holzrückspuren.                                                                               | 28934022 | BW   |
| 53° 10′ 0″ N, 10° 47′ 7″ O  | Mücklingen 18 | Fast rund, Durchmesser 8 m und Höhe 0,6 m. Rand im Südwesten ist schwach abgesetzt und sonst auslaufend.                                                                                               | 28934026 | BW   |
| 53° 10′ 0″ N, 10° 47′ 7″ O  | Mücklingen 19 | Fast rund, hochgewölbt, Durchmesser 24 m und Höhe 2,5 m. Rand abgesetzt, dort einige kleine Mulden. Am Nordostrand große Tierbaue. Im Südostbereich der Böschung Holzrückspuren und kleiner Erdhaufen. | 28934027 | BW   |
| 53° 9′ 58″ N, 10° 47′ 7″ O  | Mücklingen 20 | Fast rund, hochgewölbt, Durchmesser 24 m und Höhe 2,5 m. Rand abgesetzt, dort einige kleine Mulden. Am Nordostrand große Tierbaue. Im Südostbereich der Böschung Holzrückspuren und kleiner Erdhaufen. | 28934028 | BW   |
| 53° 9′ 57″ N, 10° 47′ 11″ O | Mücklingen 24 | Fast rund, Durchmesser 7 m und Höhe 0,2 m. Der Rand ist fließend auslaufend. | 28934129 | BW   |

### Mücklingen 29
ID:28934134
Ca. 1200 m nordöstl. von Mücklingen liegen zwei runde Grabhügel (FStNr. 29 und 30) sowie eine sichelförmige Erhöhung (FStNr. 31), bei der es sich um einen überwehten Grabhügel oder eine Düne handeln könnte. Dm. 14–17 m; H. 0,6–0,7 m.

| Lage                         | Bezeichnung   | Beschreibung | ID       | Bild |
| ---------------------------- | ------------- | --- | -------- | ---- |
| 53° 11′ 17″ N, 10° 47′ 54″ O | Mücklingen 29 | Rund, Durchmesser 14 m und Höhe 0,6 m. Rand im Westen abgesetzt und ansonsten auslaufend. Im Südosten angeschnitten und faust- bis kopfgroße Granitsteine sichtbar.                 | 28934135 | BW   |
| 53° 11′ 18″ N, 10° 47′ 56″ O | Mücklingen 30 | Rund, Dm. 15 m und H. 0,6 m. Flach gewölbt und Hügelrand läuft in umliegendes Gelände aus. Oberfläche unregelmäßig. In der Mitte flache; im SSW sowie am N-Rand tiefe Einkuhlungen. | 28934136 | BW   |

## Nahrendorf
| Lage                         | Bezeichnung                     | Beschreibung | ID       | Bild |
| ---------------------------- | ------------------------------- | --- | -------- | ---- |
| 53° 11′ 18″ N, 10° 49′ 27″ O | Nahrendorf 2, Großsteingrab     | | 28934147 | BW   |
| 53° 10′ 10″ N, 10° 49′ 58″ O | Nahrendorf 33, Buckelgräberfeld | Auf einem kleinen, nach O vorragenden Sporn einzelne Hügel in Kammlage, die übrigen liegen auf dem S-Hang. Es handelt sich um vermutlich 29 kleine, meist runde Hügel (Dm. 3,5-6,5 m [Ausnahme ist FStNr. 33/26 mit 8 m L. und 6 m Br.; Doppelhügel?]; H. 0,15-0,5 m). Von SO kommend führen vier Wegespuren (FStNr. 35/1-35/4) in das Gräberfeld hinein, die ebenfalls innerhalb der Fläche liegen. | 28934275 | BW   |
| 53° 10′ 12″ N, 10° 49′ 54″ O | Nahrendorf 34, Grabhügel        | Fast rund, Durchmesser 12 m und Höhe 0,45 m. Kuppe abgeflacht, Rand auslaufend. Der S-Teil von flachen Pflanzfurchen überzogen. Über den Nordteil verläuft von Nordwest nach Südost Schneise mit flacher Fahrspur. | 28934276 | BW   |
| 53° 10′ 7″ N, 10° 49′ 59″ O  | Nahrendorf 35, Wegespuren       | | 28934277 | BW   |
| 53° 10′ 34″ N, 10° 49′ 59″ O | Nahrendorf 41, Grabhügel        | Fast rund, Durchmesser 11,5 m und Höhe 0,7 m. Östlicher Rand schwach abgesetzt, sonst auslaufend und von flachen Pflanzfurchen überzogen. | 28934284 | BW   |
| 53° 10′ 31″ N, 10° 49′ 54″ O | Nahrendorf 42, Grabhügel        | Oval, Nord-Süd orientiert, Länge 14 m, Breite 12 m und Höhe 0,6 m. Rand schwach abgesetzt. Überzogen von Pflanzfurchen und quer über den Hügel verlaufend, ein Ost-West orientierter Waldweg. | 28934285 | BW   |

### Nahrendorf 5
ID:28934150
Knapp 2 km nordnordöstl. von Nahrendorf liegt auf einem flachen O-W verlaufenden Höhenrücken ein Ensemble aus einem Großsteingrab und 27 Grabhügeln. FStNr. 6, 9, 1, 14, 31, 32 sind oval, die übrigen Grabhügel sind fast rund bis rund. Dm. 3-8 m; H. 0,1-1,2 m. FStNr. 7, 10, 29 sind durch den Wegabau teilweise stark beschädigt. FStNr. 6, 9, 10, 20-22, 26, 27 sind durch Fahrspuren bzw. Holzrückarbeiten in ihren Oberflächen gestört. Bei FStNr. 31 ist der Denkmalcharakter nicht, bei FStNr. 32 nicht (mehr) eindeutig bestimmbar.

| Lage                         | Bezeichnung                 | Beschreibung | ID       | Bild |
| ---------------------------- | --------------------------- | --- | -------- | ---- |
| 53° 11′ 30″ N, 10° 49′ 21″ O | Nahrendorf 5, Großsteingrab | N-S orientierter Hügel mit dem Rest eines Großsteingrabes. L ca. 9 m; H. ca.0,6 m. Im O und S Tierbaue. Von einem Steinkranz sind einige ca. 1 m große Findlinge erhalten. In der Mitte drei Findlinge (Größe 1-1,3 m).           | 28934151 | BW   |
| 53° 11′ 30″ N, 10° 49′ 15″ O | Nahrendorf 6                | Hochgewölbt, oval, Nord-Süd orientiert, Länge 11 m, Breite 8,5 m und Höhe 1,1 m. Rand abgesetzt. Am Nord- und Ostrand Fahrspuren. Südlich der Hügelmitte flache Eingrabung und Tiergänge.                                         | 28934152 | BW   |
| 53° 11′ 30″ N, 10° 49′ 16″ O | Nahrendorf 7                | Fast rund, Nord-Süd orientiert, Länge 6,5 m, Breite 5,5 m und Höhe 0,5 m. Rand auslaufend. Am Nordrand flache Vertiefungen. Im Osten von Waldweg angeschnitten und durch spätere Wegverbesserungen erneut beschädigt.             | 28934153 | BW   |
| 53° 11′ 30″ N, 10° 49′ 15″ O | Nahrendorf 8                | Flach gewölbt, fast rund, Durchmesser 6 m und Höhe 0,3 m. Hügelfuß auslaufend. | 28934154 | BW   |
| 53° 11′ 29″ N, 10° 49′ 16″ O | Nahrendorf 9                | Oval, Ostnordost-Westsüdwest orientiert, Länge 10 m, Breite 8 m und Höhe 0,5 m. Rand schwach abgesetzt. Am Nord- bis Ostrand Fahrspuren und am Nordrand ein Waldweg.                                                              | 28934155 | BW   |
| 53° 11′ 29″ N, 10° 49′ 16″ O | Nahrendorf 10               | Fast rund, Durchmesser 7 m und Höhe von 0,3 m. Nord- und Südrand von Fahrspuren überzogen. Westhälfte von Waldweg angeschnitten und beschädigt. Weitere Schäden durch spätere Wegverbesserungen.                                  | 28934156 | BW   |
| 53° 11′ 29″ N, 10° 49′ 17″ O | Nahrendorf 11               | Flach gewölbt, rund, Durchmesser 6 m und Höhe 0,3 m. Rand auslaufend und Vertiefung am Nordrand. | 28934157 | BW   |
| 53° 11′ 30″ N, 10° 49′ 17″ O | Nahrendorf 12               | Fast rund, Dm. 6 m und H. 0,3 m. Hügelrand läuft in das umliegende Gelände aus. Am W- und S-Rand Vertiefungen. Auf dem Hügel zwei überkopfgroße Granitsteine.                                                                     | 28934158 | BW   |
| 53° 11′ 30″ N, 10° 49′ 17″ O | Nahrendorf 13               | Oval, Nordost-Südwest orientiert, Länge 13 m; Breite 7 m und Höhe 0,9 m. Nach Südwesten auslaufend und sonst abgesetzt. | 28934159 | BW   |
| 53° 11′ 30″ N, 10° 49′ 18″ O | Nahrendorf 14               | Oval, Westnordwest-Ostsüdost orientiert, Länge 10 m, Breite 9 m und Höhe 1,2 m. Rand abgesetzt und am Nord- und Westrand flache Vertiefungen.                                                                                     | 28934256 | BW   |
| 53° 11′ 30″ N, 10° 49′ 17″ O | Nahrendorf 15               | Rund, Dm. 6 m und H. 0,3 m. Kuppe abgeflacht und der Rand läuft aus. Hügeloberfläche ist leicht zerwühlt und im NO sowie im SO flache Vertiefungen. Am östlichen Rand zwei Findlinge, die evtl. von einem Steinkranz (?) stammen. | 28934257 | BW   |
| 53° 11′ 30″ N, 10° 49′ 17″ O | Nahrendorf 16               | Flach gewölbt, rund, Durchmesser 6 m und Höhe 0,3 m. Rand auslaufend, am Nordost- und Südwestrand flache Vertiefungen und ein etwa kopfgroßer Findling.                                                                           | 28934258 | BW   |
| 53° 11′ 30″ N, 10° 49′ 19″ O | Nahrendorf 17               | Gleichmäßig gewölbt, rund, Durchmesser 6 m und Höhe 0,6 m. Am Nordwest- und Ostrand kleine Vertiefungen. | 28934259 | BW   |
| 53° 11′ 30″ N, 10° 49′ 18″ O | Nahrendorf 18               | Fast rund, Durchmesser 7 m und Höhe 0,5 m. Rand auslaufend. Am Nord- und Südrand flacher Graben. | 28934260 | BW   |
| 53° 11′ 30″ N, 10° 49′ 17″ O | Nahrendorf 19               | Flach gewölbt mit einem leicht verschwommenen Umriss. Dm. ca. 6 m und H. 0,3 m. Hügelrand läuft in das umliegende Gelände aus. Am S- und NW-Rand Vertiefungen.                                                                    | 28934261 | BW   |
| 53° 11′ 30″ N, 10° 49′ 18″ O | Nahrendorf 20               | Flach gewölbt, Rund, Dm. 6 m und H. 0,3 m. Mitte und südlicher Teil durch frische, O-W verlaufende Fahrspur gestört. | 28934262 | BW   |
| 53° 11′ 29″ N, 10° 49′ 17″ O | Nahrendorf 21               | Flach gewölbt, Rund, Dm. 6 m und H. 0,3 m. Am westlichen und östlichen Rand Vertiefungen. | 28934263 | BW   |
| 53° 11′ 29″ N, 10° 49′ 19″ O | Nahrendorf 23               | Dm. 5 m; H. 0,2 m. Rand auslaufend. | 28934265 | BW   |
| 53° 11′ 29″ N, 10° 49′ 19″ O | Nahrendorf 24               | | 28934266 | BW   |
| 53° 11′ 30″ N, 10° 49′ 20″ O | Nahrendorf 25               | Ebenmäßig gewölbt,rund, Dm. 5,5 m und H. 0,4 m. Hügelrand schwach abgesetzt. Großer Tierbau im O-Teil stört den Hügel. | 28934267 | BW   |
| 53° 11′ 29″ N, 10° 49′ 22″ O | Nahrendorf 26               | Schwach oval, Nordwest-Südost orientiert, Länge 5,5 m, Breite 4 m und Höhe 0,25 m. Rand auslaufend. Im Südwesten großer Tierbau. Über den Hügel verläuft eine Fahrspur von Nordost nach Südwest.                                  | 28966409 | BW   |
| 53° 11′ 30″ N, 10° 49′ 23″ O | Nahrendorf 27               | Fast rund, Durchmesser 9 m und Höhe 0,6 m. Rand schwach abgesetzt und an der Oberfläche einige bis kopfgroße Granitsteine. Über den Hügel von Nordwest nach Südost verlaufende, flache Fahrspur. Im Norden tiefe Reifenspur.      | 28934268 | BW   |
| 53° 11′ 29″ N, 10° 49′ 19″ O | Nahrendorf 28               | Rund, Dm. 4 m und H. 0,2 m. Hügelränder gehen fließend in das umliegende Gelände über. Im O grenzt er an den Hügel FStNr. 23 an.                                                                                                  | 28934269 | BW   |
| 53° 11′ 30″ N, 10° 49′ 16″ O | Nahrendorf 29               | Ehemals rund, Durchmesser 4 m und Höhe 0,3 m. Rand fließend auslaufend, der Westteil durch Wegebau abgetragen. | 28934270 | BW   |
| 53° 11′ 30″ N, 10° 49′ 16″ O | Nahrendorf 30               | Fast rund, Durchmesser 5 m und Höhe 0,2 m. Rand fließend auslaufend, ein starker Baumstumpf am westlichen Hügelfuß. | 28934271 | BW   |

### Nahrendorf 36
ID:28934278
Östlich von Nahrendorf liegt eine Gruppe von drei Grabhügeln (FStNr. 36, 37, 40) und zwei Objekten, bei denen es sich vielleicht ebenfalls um Grabhügel handelt (FStNr. 38, 39). Die sicheren Grabhügel sind annähernd rund (Dm. 6 m; 8,5 m; 12 m; H. 0,4-0,7 m), die fraglichen sind nach Norden orientiert (L. 5-6 m; Br. 4-4,5 m; H. 0,25 m).

| Lage                        | Bezeichnung   | Beschreibung | ID       | Bild |
| --------------------------- | ------------- | --- | -------- | ---- |
| 53° 10′ 24″ N, 10° 50′ 4″ O | Nahrendorf 36 | Fast rund, Durchmesser 6 m und Höhe von 0,4 m. Rand auslaufend. Am Nord und Nordostrand Vertiefungen.                                                                                              | 28934279 | BW   |
| 53° 10′ 24″ N, 10° 50′ 3″ O | Nahrendorf 37 | Rund, Durchmesser 8,5 m und Höhe 0,7 m. Oberfläche unregelmäßig. In Mitte, sowie am östlichen und nordwestlichen Rand flache Vertiefungen. Rand im Südosten abgesetzt und im Südwesten auslaufend. | 28934280 | BW   |
| 53° 10′ 23″ N, 10° 50′ 5″ O | Nahrendorf 40 | Fast rund, Durchmesser 12 m und Höhe 0,6 m. Kuppe abgeflacht, Rand auslaufend und dort Tierbaue.                                                                                                   | 28934283 | BW   |

### Nahrendorf 43
ID:28934286
Ca. 1200 m östl. der Kirche von Nahrendorf, südl. des Tangsehler Weges. Auf einer flachen, nach S vorragenden Höhenzunge liegt ein großes Gräberfeld mit 30 meist runden, gut erhaltenen, nah beieinander liegenden Grabhügeln. Dm. 5-13 m; H. 0,2-1 m. Es handelt sich um ein eindrucksvolles Beispiel für ein Gräberfeld mit gut erhaltenen Grabhügeln. Daher ist es sowohl als Gelandedenkmal als auch als archäologische Quelle von großer Bedeutung.

| Lage                         | Bezeichnung   | Beschreibung | ID       | Bild |
| ---------------------------- | ------------- | --- | -------- | ---- |
| 53° 10′ 24″ N, 10° 49′ 57″ O | Nahrendorf 43 | Rund, Durchmesser 11 m und Höhe 0,7 m. Rand abgesetzt. Über den Hügel verläuft von Ost nach West eine Schneise mit Holzrückspur. Zusätzlich Baumstümpfe und flache Pflanzfurchen. | 28934383 | BW   |
| 53° 10′ 24″ N, 10° 49′ 55″ O | Nahrendorf 44 | Rund, Durchmesser 7,5 m und Höhe 0,7 m. Rand abgesetzt. Am Nordrand eine Ost-West verlaufende Schneise mit Holzrückspur. Am Nordostrand flache Eintiefung und Baumstümpfe. | 28934384 | BW   |
| 53° 10′ 24″ N, 10° 49′ 53″ O | Nahrendorf 45 | Oval, Nord-Süd orientiert, Länge 11 m, Breite 7,5 m und Höhe 0,4 m. Rand auslaufend und dort Pflanzfurchen. Über den Hügel verläuft von Ost nach West eine Schneise mit Holzrückspur. | 28934385 | BW   |
| 53° 10′ 24″ N, 10° 49′ 54″ O | Nahrendorf 46 | Rund, Durchmesser 7 m und Höhe 0,7 m. Rand abgesetzt. Tierbaue und Pflanzfurchen. Am Nordhang eine Ost-West verlaufende Schneise und Baumstümpfe. | 28934386 | BW   |
| 53° 10′ 24″ N, 10° 49′ 55″ O | Nahrendorf 47 | Fast rund, Durchmesser 7,5 m und Höhe 0,7 m. Rand abgesetzt. Am West- und Ostrand flache Eintiefungen. Am Nordrand eine Ost-West verlaufende Schneise. Zusätzlich Baumstümpfe. | 28934387 | BW   |
| 53° 10′ 24″ N, 10° 49′ 55″ O | Nahrendorf 48 | | 28934388 | BW   |
| 53° 10′ 24″ N, 10° 49′ 56″ O | Nahrendorf 49 | Fast rund, Durchmesser 10 m und Höhe von 0,8 m. Kuppe abgeflacht und der Rand abgesetzt. Mit flachen Pflanzfurchen überzogen und Baumstümpfe. Über den Nordbereich verläuft eine Ost-West verlaufende Schneise mit Holzrückspur.                                                            | 28934389 | BW   |
| 53° 10′ 24″ N, 10° 49′ 56″ O | Nahrendorf 50 | Fast rund, Durchmesser 8,5 m und Höhe 0,7 m. Kuppe abgeflacht und der Rand abgesetzt. Am Südrand eine O-W verlaufende Schneise. Dort Baumstümpfe. | 28934390 | BW   |
| 53° 10′ 24″ N, 10° 49′ 57″ O | Nahrendorf 51 | Fast rund, Durchmesser 9 m und Höhe 0,7 m. Rand abgesetzt. Am Nordrand eine Ost-West verlaufende Schneise. Dort Baumstümpfe. | 28934391 | BW   |
| 53° 10′ 23″ N, 10° 49′ 56″ O | Nahrendorf 52 | Fast runder Grabhügel mit einem, Durchmesser 8 m und Höhe 0,5 m. Rand abgesetzt. Am Nord- und Südrand Ost-West verlaufende Schneisen und Baumstümpfe. | 28934392 | BW   |
| 53° 10′ 24″ N, 10° 49′ 53″ O | Nahrendorf 53 | Fast rund, Dm. von 7 m und H. 0,45 m. Kuppe abgeflacht. Über den Hügel verläuft O-W orientierte Schneise mit Fahrspur. | 28934393 | BW   |
| 53° 10′ 24″ N, 10° 49′ 53″ O | Nahrendorf 54 | Oval, Ost-West orientiert, Länge 9,5 m, Breite 7 m und Höhe 0,3 m. Rand auslaufend. Über Südteil des Hügels verläuft Schneise mit Fahrspur. Dort Baumstümpfe. | 28934394 | BW   |
| 53° 10′ 24″ N, 10° 49′ 53″ O | Nahrendorf 55 | Rund, Durchmesser 7,5 m und Höhe 0,7 m. Rand abgesetzt. Über den Nordrand eine Ost-West verlaufende Schneise mit Holzrückspur. | 28934395 | BW   |
| 53° 10′ 24″ N, 10° 49′ 53″ O | Nahrendorf 56 | Fast rund, Dm. 6,5 m und H. 0,6 m. Über den Hügel verläuft O-W orientierte Schneise mit tiefer Fahrspur. | 28934396 | BW   |
| 53° 10′ 23″ N, 10° 49′ 54″ O | Nahrendorf 57 | Fast rund, Durchmesser 8 m und Höhe 0,7 m. Über die Nordhälfte eine Ost-West verlaufende Schneise mit Baumstümpfen. Auf der Südhälfte Pflanzfurchen. Am Ostrand flache Vertiefung. | 28934397 | BW   |
| 53° 10′ 23″ N, 10° 49′ 54″ O | Nahrendorf 58 | Fast rund, Dm. 9,5 m und H. von 0,6 m. Kuppe abgeflacht und über den N-Teil des Hügels verläuft eine O-W orientierte Schneise. Am NW-Rand flache Mulde (Einsattelung zwischen den Hügeln FStNr. 57 und 58).                                                                                 | 28934398 | BW   |
| 53° 10′ 23″ N, 10° 49′ 55″ O | Nahrendorf 59 | Fast rund, Durchmesser 10,5 m und Höhe 0,7 m. Am Südwestrand flache Vertiefung. Am Nord- und Südrand Ost-West verlaufende Schneisen mit Fahrspuren. Dort Baumstümpfe. | 28934399 | BW   |
| 53° 10′ 23″ N, 10° 49′ 55″ O | Nahrendorf 60 | Rund, Durchmesser 7,5 m und Höhe 0,6 m. Am Südostrand Einkuhlung. Am Nordrand Ost-West verlaufende Schneise mit Fahrspur. Dort Baumstümpfe. | 28934400 | BW   |
| 53° 10′ 23″ N, 10° 49′ 54″ O | Nahrendorf 61 | Rund, Dm. 8 m und H. 0,6 m. Hügelkuppe abgeflacht und die Oberfläche mit Pflanzfurchen überzogen. Am N-Rand verläuft eine O-W orientierte Schneise. | 28934401 | BW   |
| 53° 10′ 23″ N, 10° 49′ 54″ O | Nahrendorf 62 | Rund, Dm. 9 m und H. 0,7 m. Hügelrand abgesetzt und die Oberfläche wird von flachen Pflanzfurchen überzogen. Am südlichen Rand verläuft eine O-W orientierte Schneise. | 28934402 | BW   |
| 53° 10′ 23″ N, 10° 49′ 53″ O | Nahrendorf 63 | Rund, Dm. 8 m und H. 0,7 m. Hügelrand abgesetzt und die Oberfläche unregelmäßig ausgeprägt. In der Mitte N-S orientierte Vertiefung, am SO- und am N-Rand flache Eintiefungen. Hügeloberfläche mit Pflanzfurchen überzogen. Am nördlichen Hügelrand verläuft eine O-W orientierte Schneise. | 28934403 | BW   |
| 53° 10′ 22″ N, 10° 49′ 53″ O | Nahrendorf 64 | Rund, Dm. 10 m und H. 0,8 m. Hügelrand abgesetzt. In der Kuppe flache ONO-WSW orientierte Vertiefung, am südlichen und südwestlichen Hügelfuß flache Einkuhlungen. Hügeloberfläche mit Pflanzfurchen überzogen, am N-Rand eine O-W orientierte Schneise.                                    | 28934404 | BW   |
| 53° 10′ 22″ N, 10° 49′ 53″ O | Nahrendorf 65 | Rund, Dm. 13 m und H. bis zu 1 m. Hügeloberfläche unregelmäßig (höchste Stelle im S-Bereich des Hügels), am SO und am W-Rand flache Einkuhlungen. Tierbaue stören zudem den Hügel. Über die N-Hälfte eine O-W orientierte Schneise mit tiefer Fahrspur.                                     | 28934405 | BW   |
| 53° 10′ 22″ N, 10° 49′ 52″ O | Nahrendorf 66 | Fast rund, Dm. 5 m und H. 0,2 m. Hügelrand läuft in das umliegende Gelände aus. Über den südlichen Bereich des Hügels eine O-W orientierte Schneise mit Fahrspur. | 28934406 | BW   |
| 53° 10′ 21″ N, 10° 49′ 52″ O | Nahrendorf 67 | Fast rund, Dm. 9 m und H. von 0,4 m. Hügelkuppe abgeflacht und am westlichen Rand flache Vertiefung. | 28934407 | BW   |
| 53° 10′ 21″ N, 10° 49′ 53″ O | Nahrendorf 68 | Fast rund, Dm. 8 m und H. 0,5 m. Hügelkuppe abgeflacht. Rand im Norden abgesetzt und läuft sonst in das umliegende Gelände aus. Hügeloberfläche unregelmäßig. Am S-Rand eine flache Eintiefung. Am nördlichen Rand eine O-W orientierte Schneise.                                           | 28934408 | BW   |
| 53° 10′ 21″ N, 10° 49′ 53″ O | Nahrendorf 69 | Fast rund, Dm. 8 m und H. 0,5 m. Hügeloberfläche unregelmäßig. | 28934409 | BW   |
| 53° 10′ 21″ N, 10° 49′ 54″ O | Nahrendorf 70 | Rund, Dm. 9,5 m und H. 0,4 m. Im nordwestlichen Bereich größere Eingrabung. Am SW-Rand eine flache längliche Einkuhlung. | 28934410 | BW   |
| 53° 10′ 22″ N, 10° 49′ 54″ O | Nahrendorf 71 | Fast rund, Dm. 8,5 m und H. 0,3 m. Am NO- und SW-Rand flache Eintiefungen. Am S-Rand eine O-W orientierte Schneise. | 28934411 | BW   |
| 53° 10′ 22″ N, 10° 49′ 52″ O | Nahrendorf 72 | Fast rund, Dm. 5 m und H. 0,2 m. Hügelrand läuft in das umliegende Gelände aus. | 28934412 | BW   |

## Oldendorf a.d.Göhrde
| Lage                        | Bezeichnung                        | Beschreibung | ID       | Bild |
| --------------------------- | ---------------------------------- | --- | -------- | ---- |
| 53° 9′ 3″ N, 10° 48′ 17″ O  | Oldendorf a.d.Göhrde 1, Grabhügel  | Rund, Durchmesser 21,2 m einer Höhe von 1,7 m. Kuppe abgeflacht. Im Südwestbereich kleine Eingrabung.                                                                                            | 28934508 | BW   |
| 53° 9′ 5″ N, 10° 50′ 13″ O  | Oldendorf a.d.Göhrde 2, Grabhügel  | Fast rund, Durchmesser 16 m und Höhe 0,8 m. Rand auslaufend und in der Kuppe weite flache Mulde, Tiergänge und flache Pflanzfurchen. An der Oberfläche einige faust- bis kopfgroße Granitsteine. | 28934509 | BW   |
| 53° 8′ 55″ N, 10° 48′ 16″ O | Oldendorf a.d.Göhrde 10, Grabhügel | Rund, Dm. 20 m und H. von 1,5 m. Rand auslaufend. Durch Tiergänge, kleine Baumstümpfe und Kuppenmulde gestört.                                                                                   | 28934517 | BW   |
| 53° 8′ 52″ N, 10° 48′ 36″ O | Oldendorf a.d.Göhrde 11, Grabhügel | Fast rund, Durchmesser 15 m und Höhe 1,4 m. Rand schwach abgesetzt. Dort Tierbaue, einige Einkuhlungen an der Oberfläche und kleine Baumstümpfe.                                                 | 28934518 | BW   |
| 53° 8′ 55″ N, 10° 49′ 11″ O | Oldendorf a.d.Göhrde 15, Grabhügel | Fast rund, Durchmesser 19 m und Höhe 1,3 m. Kuppe abgeflacht. Im Ostbereich flacher, N-S orientierter Parzellengraben und Waldweg. Am Nordostrand Granitstein sichtbar. Tiergänge.               | 28934522 | BW   |

### Oldendorf a.d.Göhrde 6
ID:28934512
Ca. 1 km südwestlich von Oldendorf liegt in ebenem Gelände eine Gruppe von vier Grabhügeln. Soweit feststellbar, betragen die Dm. 13–20 m; die H. ca. 0,6–1 m.

| Lage                       | Bezeichnung            | Beschreibung | ID       | Bild |
| -------------------------- | ---------------------- | --- | -------- | ---- |
| 53° 9′ 1″ N, 10° 48′ 11″ O | Oldendorf a.d.Göhrde 6 | Durchmesser ca. 20 m und Höhe ca. 1 m. Flache Pflanzfurchen. Auf der Südhälfte 3 lose liegende plattige Steine.                                | 28934513 | BW   |
| 53° 9′ 2″ N, 10° 48′ 10″ O | Oldendorf a.d.Göhrde 7 | Durchmesser ca. 13 m und Höhe ca. 0,6 m. Südwestlich der Mitte loser doppelkopfgroßer Stein, flache Pflanzfurchen und starker Pflanzenbewuchs. | 28934514 | BW   |
| 53° 9′ 2″ N, 10° 48′ 7″ O  | Oldendorf a.d.Göhrde 8 | Durchmesser ca. 17,5 m und Höhe ca. 1 m. Flache Pflanzfurchen.                                                                                 | 28934515 | BW   |
| 53° 9′ 2″ N, 10° 48′ 9″ O  | Oldendorf a.d.Göhrde 9 | Durchmesser ca. 15 m und Höhe 0,8 m. An der Oberfläche einige faust- bis doppeltkopfgroße Steine und flache Pflanzfurchen.                     | 28934516 | BW   |

## Pommoissel
| Lage                        | Bezeichnung                  | Beschreibung | ID       | Bild |
| --------------------------- | ---------------------------- | --- | -------- | ---- |
| 53° 9′ 2″ N, 10° 52′ 4″ O   | Pommoissel 23, Grabhügel     | Oval Nordnordwest-Südsüdost orientiert, Länge 13 m; Breite 9 m und Höhe 0,6 m. Rand auslaufend. Im Osten Einkuhlung. Waldweg verläuft von Nordnordwest nach Südsüdost über den Hügel. Am Nordnordwestrand überkopfgroßer Granitstein. | 28934659 | BW   |
| 53° 8′ 57″ N, 10° 51′ 54″ O | Pommoissel 24, Grabhügel     | Oval Nordwest-Südost orientiert, Länge 14 m. Breite 12 m und Höhe 0,5 m. Kuppe abgeflacht, Rand auslaufend und im Nordosten durch Graben angeschnitten. | 28934784 | BW   |
| 53° 8′ 56″ N, 10° 51′ 52″ O | Pommoissel 25, Grabhügel     | Oval Ost-West orientiert, Länge 28 m, Breite von 22 m und Höhe von 0,8 m. Kuppe abgeflacht. | 28934785 | BW   |
| 53° 9′ 0″ N, 10° 51′ 48″ O  | Pommoissel 26, Grabhügel     | Rund, Durchmesser 20 m und Höhe von 1,5 m. Kuppe leicht eingesenkt und Rand auslaufend. Flache Einkuhlungen und Tierbau. | 28934786 | BW   |
| 53° 9′ 7″ N, 10° 52′ 14″ O  | Pommoissel 28, Grabhügelfeld | Mindestens 135 z.T. sehr dicht liegende Grabhügel. Einige deutlich abgesetzt und rund; daneben viele Hügel ineinander übergehend. so dass Langhügel, L-förmige, T-förmige, U-förmige, ringförmige und ganz unregelmäßige Hügel entstehen. Die Übersicht wird zusätzlich erschwert durch Materialentnahmegruben an den Hügelrändern. Dm. der Rundhügel 3,5-11 m; H.bis 1,2 m. Sehr gutes Beispiel für ein Grabhügelfeld dieser Art. | 28934639 | BW   |

### Pommoissel 1
ID:28934632
Südwestlich von Lüben liegen westl. eines Baches ein ovaler und zwei annähernd runde Hügel; Dm. 9–12,5 m; H. 0,3–0,5 m.

| Lage                        | Bezeichnung  | Beschreibung | ID       | Bild |
| --------------------------- | ------------ | --- | -------- | ---- |
| 53° 9′ 11″ N, 10° 50′ 21″ O | Pommoissel 1 | Oval Ost-West orientiert, Länge 12,5 m; Br. 8 m und Höhe 0,5 m. Kuppe abgeflacht und Rand fließend auslaufend. Fahrspur in Ost-West Richtung über den Hügel. | 28966796 | BW   |
| 53° 9′ 9″ N, 10° 50′ 22″ O  | Pommoissel 2 | Fast rund, Durchmesser 9 m und Höhe 0,3 m. Kuppe abgeflacht, Rand fließend auslaufend.                                                                       | 28966799 | BW   |
| 53° 9′ 9″ N, 10° 50′ 20″ O  | Pommoissel 3 | Fast rund, Durchmesser 12,5 m und Höhe 0,4 m. Kuppe abgeflacht, Rand auslaufend und Einkuhlungen.                                                            | 28934633 | BW   |

### Pommoissel 4
ID:28934657
Südwestlich von Lüben liegt eine Gruppe von fünf Grabhügeln; Dm. 13–22,5 m; H. 0,9–1,5 m. FStNr. 4, 6 und 7 sind rund, FStNr. 5 und 8 oval. Bei FStNr. 5 ist die heutige Form auf Abtragung oder Erosion im Zusammenhang mit der unmittelbar südl. anstoßenden Abbruchkante einer Sandgrube zurückzuführen.

| Lage                        | Bezeichnung  | Beschreibung | ID       | Bild |
| --------------------------- | ------------ | --- | -------- | ---- |
| 53° 8′ 52″ N, 10° 50′ 35″ O | Pommoissel 4 | Oval, Nordost-Südwest orientiert, Länge 22,5 m, Breite 18,5 m und Höhe 1 m. Kuppe abgeflacht, der Rand abgesetzt. Im Nordost-Bereich größere Eingrabung. An der Oberfläche einige Einkuhlungen und Tierbaue.        | 28966938 | BW   |
| 53° 8′ 51″ N, 10° 50′ 30″ O | Pommoissel 5 | Rund, Dm. 17,5 m; H. 1 m. Rand abgesetzt und Kuppe flach eingesenkt. Tierbaue. | 28934656 | BW   |
| 53° 8′ 50″ N, 10° 50′ 24″ O | Pommoissel 6 | Rund, Durchmesser 13 m und Höhe 0,9 m. Kuppe abgeflacht und Rand auslaufend. Tierbaue und kleine Baumstümpfe. | 28966939 | BW   |
| 53° 8′ 51″ N, 10° 50′ 24″ O | Pommoissel 7 | Rund, Durchmesser 20 m und Höhe 1 m. Kuppe abgeflacht und Rand auslaufend. Kleine Baumstümpfe. | 28966943 | BW   |
| 53° 8′ 51″ N, 10° 50′ 23″ O | Pommoissel 8 | Oval, Nord-Süd orientiert, Länge 21 m, Breite 17,5 m und Höhe 1,5 m. Kuppe abgeflacht und Rand abgesetzt. Am Südwest- und am Ostrand alte Angrabungen und an der Oberfläche einige kleine Einkuhlungen und Tierbaue | 28967040 | BW   |

### Pommoissel 9
ID:28934634
Nordöstlich vom Bahnhof Göhrde liegt auf einem flachen Höhenrücken eine Gruppe von acht annähernd runden Grabhügeln (FStNr. 9–16: Dm. 6–13 m; H. 0,2–0,5 m, abgeflacht, mit auslaufenden Rändern) und einer Erhöhung, bei der es sich ebenfalls um einen Grabhügel handeln könnte (FStNr. 17).

| Lage                         | Bezeichnung   | Beschreibung | ID       | Bild |
| ---------------------------- | ------------- | --- | -------- | ---- |
| 53° 10′ 13″ N, 10° 51′ 21″ O | Pommoissel 9  | Fast rund, Durchmesser ca. 11 m und Höhe 0,5 m. Kuppe abgeflacht und Rand auslaufend. Über den Hügel verläuft Nordnordwest-Südsüdost orientierte Schneise.                                                                                | 28967170 | BW   |
| 53° 10′ 13″ N, 10° 51′ 22″ O | Pommoissel 10 | Fast rund, Durchmesser ca. 13 m und Höhe 0,5 m. Rand nach Süden auslaufend und sonst schwach abgesetzt. Am Südsüdostrand Eingrabung (Länge: 3 m; Breite 2 m; Tiefe 1 m). Über den Hügel verläuft annähernd Nord-Süd orientierte Schneise. | 28967176 | BW   |
| 53° 10′ 13″ N, 10° 51′ 23″ O | Pommoissel 11 | Fast rund, Durchmesser 7,5 m und Höhe 0,3 m. Kuppe abgeflacht und Rand auslaufend. Im östlichen Randbereich eine Schneise. | 28967177 | BW   |
| 53° 10′ 13″ N, 10° 51′ 22″ O | Pommoissel 12 | Fast rund, Dm. 7 m und H. bis zu 0,25 m. Hügelrand läuft in umliegendes Gelände aus. Über die Hügelkuppe verläuft eine NNW-SSO orientierte Schneise.                                                                                      | 28967178 | BW   |
| 53° 10′ 13″ N, 10° 51′ 23″ O | Pommoissel 13 | Fast rund, Durchmesser 6 m und Höhe bis zu 0,25 m. Rand auslaufend. Am Ostrand eine Schneise und auf dem Hügel abgelagertes Astwerk. | 28967179 | BW   |
| 53° 10′ 13″ N, 10° 51′ 24″ O | Pommoissel 14 | Fast rund, Dm. 7 m und H. von 0,4 m. Hügelrand läuft in das umliegende Gelände aus. Über den Hügel verläuft eine NNW-SSO orientierte Schneise.                                                                                            | 28967181 | BW   |
| 53° 10′ 13″ N, 10° 51′ 25″ O | Pommoissel 15 | Fast rund, Dm. ca. 10 m; H. 0,5 m. Kuppe abgeflacht und Rand auslaufend. Am O- und W-Rand eine Schneise und auf dem Hügel abgelagertes Astwerk.                                                                                           | 28967182 | BW   |
| 53° 10′ 14″ N, 10° 51′ 24″ O | Pommoissel 16 | Fast rund, Durchmesser 7,5 m und Höhe 0,4 m. Rand schwach abgesetzt, Kuppe abgeflacht. Am Ostrand eine Schneise. | 28967184 | BW   |

### Pommoissel 18
ID:28934658
Südsüdöstlich von Pommoissel liegt in ebenem Gelände ehemals runde, jetzt vom Waldweg jeweils im SO angeschnittene Grabhügel; L. 12–15 m; Br. 9,5–10,5 m; H. 0,25–0,5 m.

| Lage                       | Bezeichnung   | Beschreibung | ID       | Bild |
| -------------------------- | ------------- | --- | -------- | ---- |
| 53° 9′ 7″ N, 10° 52′ 25″ O | Pommoissel 18 | Ehemals rund, mittlerweile an der Südostseite von Waldweg geschnitten. Länge 15 m, Breite 10,5 m und Höhe 0,5 m. Kuppe stark abgeflacht. Am Nordostrand überkopfgroßer Granitstein und flache Nordost-Südwest verlaufende Pflanzfurchen. | 28967293 | BW   |
| 53° 9′ 7″ N, 10° 52′ 26″ O | Pommoissel 19 | | 28967291 | BW   |
| 53° 9′ 8″ N, 10° 52′ 27″ O | Pommoissel 20 | Ehemals rund, mittlerweile an Südostseite von Waldweg geschnitten. Länge 13 m, Breite 10 m und Höhe 0,5 m. Einige flache Mulden. | 28967305 | BW   |